# Подпольная империя (5-й сезон)
Пятый и финальный сезон сериала «Подпольная империя», премьера которого состоялась на канале HBO 7 сентября 2014 года, а заключительная серия вышла 26 октября 2014 года, состоит из 8 эпизодов. Сериал был создан Теренсом Уинтером и основан на книге «Подпольная империя: Рождение, рассвет и коррупция в Атлантик-Сити» Нельсона Джонсона.

## В ролях

### Основной состав
Актёры из предыдущего сезона, которые покинули сериал: Энтони Лациура, Джек Хьюстон, Рон Ливингстон и Майкл Стулбарг. Бен Розенфилд был повышен до актёра основного состава.
- Стив Бушеми — Енох «Наки» Томпсон (8 эпизодов)
- Келли Макдональд — Маргарет Томпсон (6 эпизодов)
- Майкл Шэннон — Нельсон Ван Алден/Джордж Мюллер (4 эпизода)
- Ши Уигхэм — Илаэс «Илай» Томпсон (6 эпизодов)
- Стивен Грэм — Аль Капоне (5 эпизодов)
- Винсент Пьяцца — Чарли Лучано (7 эпизодов)
- Майкл Кеннет Уильямс — Альберт «Мелок» Уайт (4 эпизода)
- Пол Спаркс — Микки Дойл (5 эпизодов)
- Джеффри Райт — доктор Валентин Нарцисс (3 эпизода)
- Бен Розенфилд — Вилли Томпсон (2 эпизода)
- Гретчен Мол — Джиллиан Дармоди (4 эпизода)

### Приглашённые актёры
- Джон Эллисон Конли — коммодор Льюис Кестнер (8 эпизодов)
- Пол Кальдерон — Аркимед (7 эпизодов)
- Луис Канкелми — Майк Д'Анджело (6 эпизодов)
- Борис Макгивер — шериф Джейкоб Линдси (6 эпизодов)
- Трэвис Тоуп — Джо Харпер (6 эпизодов)
- Доменик Ломбардоцци — Ральф Капоне (5 эпизодов)
- Нолан Лайонс — молодой Енох Томпсон, 1884 (5 эпизодов)
- Анатол Юсеф — Меер Лански (5 эпизодов)
- Майкл Зеген — Багси Сигел (5 эпизодов)
- Иэн Харт — молодой Итан Томпсон (4 эпизода)
- Джампьеро Джудика — Сальваторе Маранцано (4 эпизода)
- Майя Казан — Мэйбел Джеффрис (4 эпизода)
- Мэтт Летчер — Джозеф Кеннеди (4 эпизода)
- Марк Пикеринг — молодой Енох Томпсон, 1897 (4 эпизода)
- Грег Антоначчи — Джонни Торрио (3 эпизода)
- Патрисия Аркетт — Салли Уит (3 эпизода)
- Джо Каниано — Джейк Гузик (3 эпизода)
- Оукс Фегли — молодой Илаэс «Илай» Томпсон, 1884 (3 эпизода)
- Мэделин Роуз Йен — молодая Джиллиан (3 эпизода)
- Марго Бингем — Дотер Мэйтленд (2 эпизода)
- Крис Калдовино — Тонино Сандрелли (2 эпизода)
- Итан Хершенфелд — Пинки Рабиновиц (2 эпизода)
- Райан Джонсон — Алтея (2 эпизода)
- Кристиан Сайдель — Сигрид Мюллер (2 эпизода)
- Иво Нанди — Джо Массерия (1 эпизод)
- Джим Тру-Фрост — Элиот Несс (1 эпизод)

## Эпизоды
| № общий | № в сезоне | Название                                                  | Режиссёр        | Автор сценария                                     | Дата премьеры    | Зрители в США (млн) |
| --- | ---------- | --------------------------------------------------------- | --------------- | -------------------------------------------------- | ---------------- | ------------------- |
| 49 | 1          | «Золотое время молодёжи» «Golden Days for Boys and Girls» | Тим Ван Паттен  | Говард Кордер                                      | 7 сентября 2014  | 2,37                |
| Через семь лет после событий прошлого сезона Наки живёт в изгнании с Салли в Гаване, имеет деловые отношения с компанией Bacardi Rum, но планирует вернуться в Атлантик-Сити, в Америку, раздираемую великой депрессией. Чарли Лучано договаривается с Джо Массерией, чтобы обсудить, что делать с Сальваторе Маранцано, затем уходит в ванную, после чего приходят его людьми и убивают Массерию. Мелок Уайт находится на принудительных работах, но ему удаётся сбежать, когда один из осуждённых, Милтон, немного неуравновешенный парень, убивает одного из охранников, поднимая восстание. Убитый охранник падает перед Мелком, который берёт ключи от цепей и бежит с Милтоном. Маргарет продолжает добиваться прогресса в своей работе, но её работа находится под угрозой после того, как её босс совершает самоубийство. |            |                                                           |                 |                                                    |                  |                     |
| 50 | 2          | «Хороший слушатель» «The Good Listener»                   | Аллен Култер    | Теренс Уинтер                                      | 14 сентября 2014 | 1,81                |
| Илай Томпсон в паре с Нельсоном Ван Алденом (Мюллером) работают на Ди Анджело, который входит в группировку Аль Капоне. Наки, вернушись в Америку, встречается с отошедшим от дел Джонни Торрио, и высказывает предположение, что покушение на него, организовал Меер Лански и просит Торрио организовать ему встречу с новым главой Итальянского мафиозного клана - Сальваторе Маранцано. Сын Илая - Ульям проходит собеседование, с целью устроиться в органы прокуратуры, но имея родственные связи с Наки Томпсоном, сделать это, не так и просто. Наки встречается с представителями зерновой корпорации "Мэй Флауэр" и предлагает им сотрудничество в вопросах поставки рома "Баккарди" с берегов Кубы. Джиллиан Дармоди проходит лечение в психиатрической лечебнице.                                                      |            |                                                           |                 |                                                    |                  |                     |
| 51 | 3          | «Что Иисус сказал» «What Jesus Said»                      | Эд Бьянчи       | Кристин Чемберс и Говард Кордер                    | 21 сентября 2014 | 2,11                |
| 52 | 4          | «Сколько» «Cuanto»                                        | Джейк Пэлтроу   | Говард Кордер, Кристин Чемберс и Теренс Уинтер     | 28 сентября 2014 | 2,05                |
| 53 | 5          | «Король Норвегии» «King of Norway»                        | Эд Бьянчи       | Стив Корнаки                                       | 5 октября 2014   | 1,94                |
| 54 | 6          | «Дьявол, которого ты знаешь» «Devil You Know»             | Джереми Подесва | Говард Кордер                                      | 12 октября 2014  | 1,55                |
| 55 | 7          | «Недружелюбный ребёнок» «Friendless Child»                | Аллен Култер    | Риккардо ДиЛорето, Кристин Чемберс и Говард Кордер | 19 октября 2014  | 1,95                |
| 56 | 8          | «Эльдорадо» «Eldorado»                                    | Тим Ван Паттен  | Говард Кордер и Теренс Уинтер                      | 26 октября 2014  | 2,33                |

## Приём
Пятый сезон «Подпольной империи» получил положительные отзывы критиков. На сайте агрегатора рецензий Metacritic пятый сезон получил 83 балла из 100 на основе 12 обзоров, что указывает на «всеобщее признание».
На 67-й церемонии вручения премии Гильдии сценаристов США сериал получил номинации «Лучший драматический эпизод» Говард Кордер («Devil You Know») и Рикардо ДиЛорето, Кристин Чэмберс и Говард Кордер («Friendless Child»). For the Премии Гильдии киноактёров США 2015 года сериал был представлен в номинациях «Лучший актёрский состав в драматическом сериале», «Лучшая мужская роль в драматическом сериале» (Стив Бушеми) и «Лучший каскадёрский ансамбль в телесериалах».
На 67-й церемонии вручения Прайм-тайм премии «Эмми», Тим Ван Паттен был номинирован Режиссура драматического сериала за «Эльдорадо». На Creative Arts Emmy Awards сериал получил девять номинаций и победил в категориях «Выдающаяся операторская работа для однокамерной серии» и «Выдающийся производственный дизайн для программы повествовательного периода (один час или более)»..